# Musée Tula de Curaçao
Le Musée Tula est un musée situé au nord-ouest de Willemstad sur l'île de Curaçao.

## Historique
L'une des histoires les plus importantes de l'histoire de Curaçao a commencé dans l'un des endroits les plus pittoresques de l'île, au sommet d'une colline près de Playa Kenapa. Un esclave nommé Tula a provoqué une révolte contre ses maîtres néerlandais, dans l'impressionnante plantation de Landhuis Kenepa. La rébellion d'esclaves de 1795 et sa répression brutale par les propriétaires terriens européens constituent l'histoire centrale du musée.

## Collections
L'exposition est divisée sur deux étages, soulignant le patrimoine africain de Curaçao et essayant de montrer comment les gens vivaient et travaillaient en ces temps.